# Thérapie de conversion

Statut légal de la thérapie de conversion dans le monde (2024).
Illégale sur l'orientation sexuelle et l'identité de genre.
Illégale pour les professionnels de la santé.
Pas de restriction juridique, légifération en attente ou proposée.
Pas de restriction juridique.

Une thérapie de conversion, parfois appelée thérapie de réorientation sexuelle ou bien encore thérapie réparatrice par ses défenseurs, est un ensemble de traitements pseudo-scientifiques, d'origines diverses, utilisés dans le but controversé de tenter de changer l'orientation sexuelle d'une personne de sexualité queer à l'hétérosexualité et/ou de changer l'identité de genre d'une personne de la transidentité ou d'une autre identité non cis à la cisidentité. Elle se passe parfois du consentement éclairé et outrepasse parfois le droit de refus éclairé de la personne. Elle s'appuie sur l'hypothèse (non étayée) que les sexualités non exclusivement hétérosexuelles et les identités de genre minorisées seraient des maladies ou des troubles mentaux, et que l'on pourrait selon la volonté de cet individu, ou de manière imposée, changer l'orientation sexuelle ou l'identité de genre d'un individu, souvent par des moyens violents (électrochocs, jeûnes sévères et autres privations, de sommeil notamment), injections d'hormones, prières obligatoires (en lien avec une dimension religieuse fréquente)...
Il n'existe aucune preuve fiable que l'orientation sexuelle ou l'identité de genre peuvent être changées. Et des études, organisations médicales et organisations internationales signalent que ces thérapies sont potentiellement violentes et dangereuses,,.
En 2018, une résolution de l'Union européenne s'est opposée aux thérapies de conversion. La France les a interdites le 31 janvier 2022. Le « transsexualisme », autrefois considéré comme une maladie mentale, a été retiré de la liste des affections psychiatriques dressée par le Code de la santé publique.

## Histoire
Développé au XIXe siècle en littérature, le concept d'homosexualité a été rapidement repris par la psychiatrie et la psychanalyse pour en faire une maladie mentale,. Diverses thérapies ont été mis en place dans le monde pour tenter de « soigner » l'homosexualité, par exemple par les sexologues William Masters et Virginia Johnson aux États-Unis.
L'homosexualité n'est retirée des classifications psychiatriques qu'en 1973 à la suite d'importantes pressions du mouvement LGBT,. Elle réapparaît dans la révision du Manuel diagnostique et statistique des troubles mentaux (DSM) sous le terme de « désordre de l'orientation sexuelle ». Pour des raisons politiques l'Association américaine de psychiatrie a alors proposé de substituer au diagnostic d'homosexualité celui de « perturbation de l'orientation sexuelle » (incluant les personnes perturbées par leur orientation sexuelle, en conflit avec celle-ci ou désirant la modifier). Dans la prise de position initiale de son Conseil d'administration, l'Association précise :

« Considérant que l'homosexualité en soi n'implique aucune altération du jugement, de la stabilité, de la fiabilité ou des capacités sociales ou professionnelles générales, il est résolu que l'Association américaine de psychiatrie déplore toute discrimination publique et privée à l'encontre des personnes homosexuelles dans des domaines tels que l'emploi, le logement, l'hébergement public et l'octroi de licences, et déclare qu'aucune charge de la preuve ne doit être imposée aux personnes homosexuelles plus lourde que celle imposée à toute autre personne. »

— p. 497
Une nouvelle classification apparaît alors (« homosexualité ego-dystonique ») avant de disparaître en 1984 du DSM, à la suite de nombreuses contestations (58 % des psychiatres membres consultés ont demandé la suppression de cette mention). Depuis, cette classification n'est plus répertoriée parmi les pathologies du DSM. L'Organisation mondiale de la santé ne retire l'homosexualité de sa Classification internationale des maladies mentales qu'à la fin des années 1980, par la 10e révision de la classification adoptée par l'Assemblée mondiale de la santé le 17 mai 1990 et mise en œuvre à partir de 1993. La Chine, qui dépénalise l'homosexualité en 1997, la retire également des maladies mentales le 20 avril 2001.
En 1983, la théologienne Elizabeth Moberly affirme, dans son ouvrage Homosexuality: A New Christian Ethic, que l'homosexualité ne dépend ni d'une prédisposition génétique ni d'un déséquilibre hormonal, mais de difficultés dans la relation parent-enfant. Ces difficultés aplanies, il serait possible de « réorienter » sexuellement les personnes concernées dans un cadre chrétien approprié. Elle est parmi les premièrs à lier la thérapie de conversion à la religion chrétienne.
À partir de 1976, des organisations laïques, axées sur des formes de développement personnel, proposent aussi des thérapies de conversion, essentiellement aux États-Unis.
Les psychologues Ole Ivar Løvaas, qui utilisa l'ABA (Applied Behavior Analysis) dans la prise en charge de l'autisme, et George Alan Rekers (en), membre de la National Association for Research & Therapy of Homosexuality (en), ont également étudié la thérapie de conversion en cas de « brouillage de l'identité de genre pendant l'enfance » (childhood cross-gender identity).
L'Union européenne a, en 2018, adopté une résolution visant à faire interdire les thérapies de conversion. Et depuis le 31 janvier 2022, le Code pénal français interdit ces « thérapies » (sans atteindre le droit des individus à bénéficier d'opérations de réassignation sexuelle, qui sont des actes médicaux modifiant l'identité de la personnes mais non l'identité de genre, pour traiter l'incongruence de genre (discordance marquée et persistante entre le genre auquel une personne s'identifie et le sexe qui lui a été assigné) ; opérations dont les justifications sont clairement établies par la médecine. Cependant, dans le monde, divers mouvements fondamentalistes religieux et politiques freinent les débats sur la sexualité, l'éducation à la sexualité et les politiques de santé sexuelle.

## Principes de la thérapie de conversion
Jusqu'au milieu des années 1990, les techniques utilisées dans les thérapies de conversion ont suivi mimétiquement celles utilisées dans le traitement des paraphilies.
De rares thérapies « douces » ont été utilisées aux XIXe et XXe siècles (telles que la mise au repos, la prière). Le plus souvent selon Haldeman (2002), bien que cette pratique soit peu décrite dans la littérature scientifique, car conduite par des non-médecins, un peu à la manière des alcooliques anonymes mais avec une connotation plus religieuse, des groupes de pratiquants religieux, éventuellement composés d'« ex-gays » recourent à « des interventions spirituelles visant à débarrasser d'autres personnes de leur orientation sexuelle par le biais de la prière, du soutien de groupes et de pressions ».
D'autres méthodes appliquées étaient fortement contraignantes et intrusives (ex. : rencontre obligatoire de prostituées et/ou mariage imposé).
Comme pour certains troubles psychiatriques, des techniques médicales agressives telles que la lobotomie et la sismothérapie auraient été expérimentées, durant la première partie du XXe siècle, pour tenter de changer l'orientation sexuelle de patients et de patientes avec sensiblement la même inefficacité. Du côté de la psychanalyse, qui a dominé la psychothérapie durant la même période, Sigmund Freud entretenait une ambivalence face à l'homosexualité car selon son analyse théorique, l'homosexualité constituait selon lui une composante normale de la sexualité humaine et l'attirance exclusive pour les personnes de même sexe n'apparaissait pas toujours cliniquement intriquée dans des conflits précoces. Cette ambivalence s'exprimait déjà en 1903 (voir Menahem 2003), mais en 1935, Freud l'écrit de sa propre main dans une lettre, aujourd'hui célèbre, à la mère d'un jeune homosexuel où il dédramatise explicitement le diagnostic en invitant sa correspondante à ne pas considérer l'homosexualité de son fils comme une « maladie ».
Les modalités apparues dans les années 1960 reposent essentiellement sur les techniques aversives qui semblent inspirées des théories pavloviennes et d'expériences de laboratoires sur les animaux. 
Il s'agit de coupler un stimulus négatif à tout contenu homosexuel (par exemple des images d'hommes nus pour un gay). Les stimuli négatifs utilisés sont des sensations déplaisantes (douleur, nausée induite par un médicament, etc.). Après un certain nombre de répétitions, le stimulus sexuel à contenu homosexuel est supposé devenir un stimulus conditionnant déclenchant automatiquement une réponse d'anxiété et/ou de stress physique élevé chez le patient. Le stimulus aversif le plus souvent utilisé était l'électrochoc (de faible intensité) administré sur la main, les organes génitaux ou le mollet, mais des stimuli olfactifs (ammoniaque) leur sont préférés par certains expérimentateurs. Des techniques aversives ont parfois été combinées à des techniques de rétroaction biologique consistant à équiper le sujet d'un instrument de mesure de son excitation sexuelle et à intercaler un signal lumineux pour avertir le patient que son niveau d'excitation était trop élevé avant de l'exposer au stimulus aversif. De façon concomitante, le procédé consiste ensuite à présenter des stimuli sexuels alternatifs (par exemple des images de femmes nues) et de les associer à des sensations plaisantes soit par simple disparition de la douleur, soit, le plus souvent, en invitant le patient à se masturber jusqu'à l'orgasme. D'autres variantes visant à augmenter l'excitation face à des stimuli hétérosexuels ont été expérimentées, notamment sur les « agresseurs sexuels »,.

## Efficacité et risques
Au-delà des enjeux éthiques, bioéthiques et déontologiques, la mesure de l'efficacité de ces techniques a été très contestée.
En 1970, certains auteurs s'entendent pour reconnaître que ces techniques se sont montrées capables de réduire l'excitation sexuelle déclenchée par des stimuli à contenu homosexuel,,, mais d'autres études concluent ensuite qu'elles n'ont pas efficacement entraîné d'augmentation de la réponse à des stimuli hétérosexuels et certainement pas transformé des homosexuels exclusifs en hétérosexuels.
Les personnes qui promeuvent les thérapies de conversion s'appuient même sur ce qu'elles présentent comme un solide argument scientifique, issu de la psychanalyse qui considère les personnes homosexuelles comme bloquées à un stade infantile et qui n'aurait pas atteint la phase ultime de développement adulte mature que représenterait l'hétérosexualité.
Depuis les années 1990, de nombreux travaux de recherches ont considéré ces pseudo-thérapies comme relevant des pseudosciences et inadaptées aux problèmes des personnes homosexuelles et transgenres (d'autant que le consensus scientifique est maintenant que l'homosexualité n'est pas une maladie). De plus, elles génèrent souvent des conséquences négatives et durables sur les personnes homosexuelles (notamment par un taux de suicide encore plus élevé). Enfin, ces traitements, outre le fait qu'ils renforcent le sentiment de honte des personnes qui y sont exposées, renforcent aussi les préjugés d'intolérance homophobe considérant l'homosexualité comme anormale.

## Risques avérés
Les jeunes se définissant comme hétérosexuels mais ayant une attirance pour les personnes de même sexe ou des conduites sexuelles avec des personnes de même sexe ne font pas plus de tentatives de suicide que ceux qui sont exclusivement hétérosexuels. On sait en revanche que ce n'est pas le cas pour les jeunes se définissant comme gays : en 1989, David R. Gibson (en) a démontré que ces derniers présentent un risque de tentatives de suicide de 2 à 3 fois plus élevé que les jeunes hétérosexuels. D'autres études ont ensuite montré qu'il en va de même chez les lesbiennes et les personnes bisexuelles (2 à 7 fois plus de risques de réaliser une tentative de suicide que les hétérosexuels selon les auteurs,,,,). Les causes de ces suicides les plus citées sont les stigmatisations, violences, préjudices et discriminations homophobes, à l'école, dans la rue, au travail ou dans la famille mais il apparaît que les thérapies de conversion peuvent fortement contribuer à ce risque.
Ceci est confirmé par une étude publiée en 2019, qui porte sur les effets des traitements dit de conversion sur les personnes trans. C'est la première étude de ce type, et la plus vaste jamais réalisée (basée sur un panel de 28 000 personnes trans interrogées en 2015). Elle confirme que les thérapies de l'identité sexuelle présentent de graves risques pour la personne trans quand ces thérapies tentent de modifier son identité de genre en l'orientant vers une nouvelle identité supposée correspondre au sexe assigné. Un de leurs effets est de pousser une partie de ceux qui les subissent au suicide. Les personnes ayant suivi ou subi une telle thérapie étaient plus de deux fois plus nombreuses à avoir déjà tenté de se suicider que leurs pairs ayant suivi ou subi un autre type de traitement.
Les patients qui avaient moins de 10 ans lorsque des praticiens ont tenté d'« aligner leur identité de genre sur le sexe attribué à la naissance » présentent un risque relatif de tentative de suicide quadruplé. En outre, les personnes transgenres ayant dans le passé suivi ou subi une thérapie de conversion étaient 1,5 fois plus susceptibles que leurs pairs ayant subi une autre forme de thérapie d'avoir subi une « détresse psychologique grave » lors du mois précédant l'enquête. Cette étude n'a pas pu identifier de différence significative de risque entre les personnes ayant été orientées vers un traitement de conversion par des conseillers religieux ou celles ayant été orientées par des thérapeutes séculiers.
En 2019 l'Association pour la prévention de la torture (en) publie un guide de monitoring concernant la sécurité des personnes LGBTIQ privées de liberté indiquant explicitement l'existence d'un consensus mondial reconnaissant la nocivité et l'inefficacité de ces traitements.

## Droit et thérapies de conversion

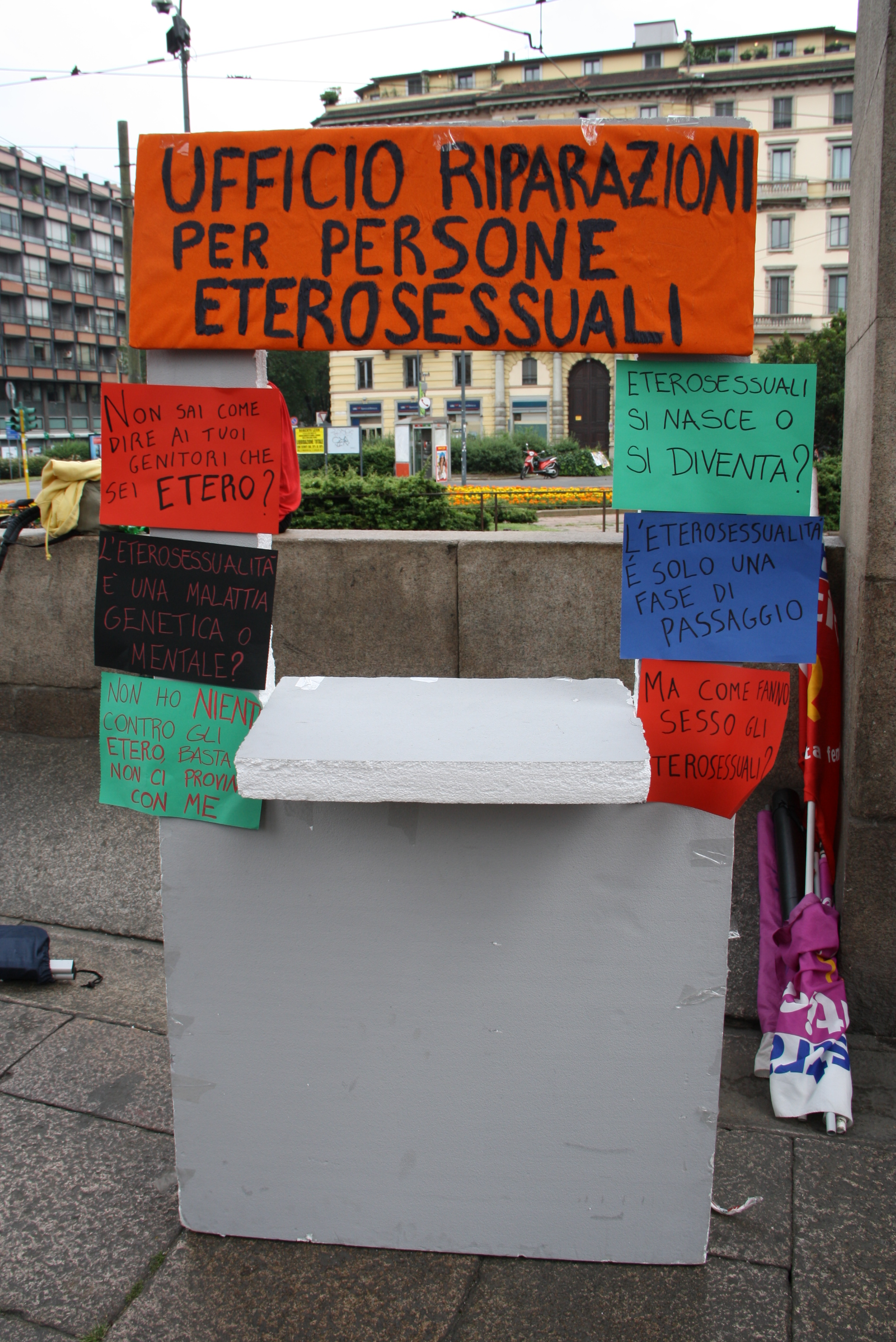
Un stand proposant de manière parodique une thérapie de conversion aux personnes hétérosexuelles, dans le cadre de manifestation contre les thérapies de conversion qui ciblent les personnes LGBT.

### La question du consentement
L'évolution du droit tend à protéger les personnes (personnes vulnérables notamment), contre des pratiques pouvant nuire à leur santé (santé sexuelle y compris) ; elle renforce aussi la protection de l'identité et de l'orientation sexuelle de tous et chacun, en imposant notamment une prise en compte du consentement éclairé dès et tant qu'il est possible.
« Même si une personne consent à subir une thérapie de conversion, cela n'annule pas l'illégalité de la pratique ». Or, ces thérapies portent atteinte à l'intégrité psychologique des individus, et parfois à leur dignité et/ou à leur intégrité physique ; ce que la loi interdit dans la plupart des juridictions, qu'il y ait consentement ou non.
En effet, les pratiques visant à modifier ou réprimer l'orientation sexuelle ou l'identité de genre, et ayant pour effet une altération de la santé physique ou mentale, sont punies de deux ans d'emprisonnement et de 30 000 € d'amende.

### La question de la légalité; dispositions légales contre les thérapies de conversion
Ces traitements sont une source de controverse dans de nombreux pays. Le fait de parler de thérapie sous tend clairement le principe de pathologisation des identités homosexuelles et transgenres, principe qui n'a plus de consistance scientifique, médicale ni juridique.
Depuis 1999, un mouvement vise à interdire ces traitements de conversion dans le monde. L'île de Malte,, le Brésil et la Chine l'interdisent déjà, de même que certaines provinces canadiennes et certains états américains. Le Royaume-Uni, l'État fédéral américain et Israël débattent également de l'interdiction de ces thérapies. Elles sont illégales pour les mineurs en Allemagne,.

### Situation dans certains pays

#### Belgique
Une loi interdisant les pratiques de conversion est votée au Parlement le 20 juillet 2023 à l'unanimité à l'exception du Vlaams Belang.

#### Canada

##### Droit pénal
D'après Radio-Canada, « le gouvernement Trudeau a déposé un projet de loi, le projet de loi C-6, qui vise à modifier le Code criminel afin d'interdire les thérapies de conversion » en janvier 2021.
En décembre 2021, la loi est passée à l'unanimité devant la chambre des Communes. Un an après son entrée en vigueur, le ministère fédéral de la Justice indique ne pas avoir constaté de plainte durant l'année 2022.

##### Québec
Le 22 octobre 2020, le ministre de la justice du Québec, Simon Jolin-Barrette, présente le projet de loi No 70 visant à protéger les personnes contre les thérapies de conversion dispensées pour changer leur orientation sexuelle, leur identité de genre ou leur expression de genre sous peine d'amende. D'aucuns demandent une définition précise de ces thérapies afin d'éviter que sous couvert d'autres appellations, elles soient mises en œuvre en prétendant cibler uniquement les comportements et non pas l'identité ou l'orientation sexuelle,. L'association Exodus international reconnaît avoir participé à « un régime de peur et de honte » qui a fait 47 000 victimes canadiennes.
La loi modifie l'article 2926.1 du Code civil du Québec pour affirmer que la thérapie de conversion constitue une violence subie pendant l'enfance. Cela a comme effet de rendre imprescriptible une poursuite d'une personne LGBT qui a subi une thérapie de conversion. D'autre part, puisque dans cette disposition, la thérapie de conversion est assimilable à un préjudice corporel, il n'est pas possible de limiter sa responsabilité pour le préjudice corporel par un avis de non-responsabilité, en vertu de l'art. 1474 al.2 C.c.Q.
La loi statutaire québécoise sur les thérapies de conversion contient des règles additionnelles qui entre autres limitent les moyens de défense d'un défendeur ayant mené une telle thérapie. Toutes les thérapies de conversion sont réputées porter atteinte à la dignité de la personne qui la subit, ce qui signifie qu'il n'est pas possible d'affirmer qu'une thérapie de conversion est moins attentatoire qu'une autre. L'utilisation du mot « réputé » dans la loi crée une présomption irréfragable à cet effet, donc il est impossible d'apporter une preuve contraire à l'atteinte. En outre, la loi prévoit une amende de 5 000 à 50 000 $ pour la personne physique qui mène une thérapie de conversion. Il est interdit de faire de la publicité pour la thérapie de conversion et celle-ci ne peut pas être couverte par l'assurance.
Cela dit, dans la définition de thérapie de conversion, la loi statutaire crée une exception pour « l'accompagnement d'une personne dans le cadre de sa démarche autonome d'acceptation, d'adaptation et d'affirmation à l'égard de son orientation sexuelle, de son identité de genre ou de son expression de genre ».

#### États-Unis
Aux États-Unis, les tentatives de « guérison » de l'homosexualité se situent souvent dans le cadre d'associations chrétiennes charismatiques, liées à l'évangélisme ou au catholicisme, ou encore interconfessionnelles. Parmi ces dernières, Exodus International (1976-2013) était l'organisation la plus importante du pays en matière de thérapie de conversion. Exodus International a fermé ses portes lorsque ses dirigeants ont reconnu les torts qu'ils avaient causés, allant de la honte et de la peur jusqu'au suicide des personnes qu'ils entendaient « sauver ». L'association reconnaît avoir participé à « un régime de peur et de honte ».
L'Association américaine de psychiatrie a condamné le « traitement psychiatrique, tel que la thérapie de réparation ou de conversion, basé sur l'hypothèse que l'homosexualité en soi est une maladie mentale ou basé sur l'hypothèse que le patient doit changer son orientation sexuelle ». Elle ajoute que . En juin 2019, une étude de l'institut Williams de l'université de Californie à Los Angeles évalue à près de 700 000 personnes les victimes de thérapies de conversion, parmi lesquelles 350 000 adolescents. La Californie vote solennellement en septembre 2019 une résolution dénonçant les méfaits psychologiques de la thérapie de conversion en soulignant qu'elle « est inefficace sur des adolescents, contraire à l'éthique et nuisible ». L'État de Californie rappelle qu'il procède « d'un intérêt majeur de protéger le bien-être physique et psychologique des mineurs, y compris les jeunes LGBTQ, et de protéger ces mineurs contre l'exposition à de graves préjudices causés par le rejet de la famille et de porter atteinte au changement de l'orientation sexuelle ou l'identité de genre ». In fine, l'État en appelle aux « chefs religieux à conseiller sur les questions LGBTQ dans l'amour, la compassion et la connaissance des méfaits psychologiques et autres de la thérapie de conversion » et s'adresse aussi aux éducateurs, législateurs, universités, collèges et autres écoles, centres de conseil, groupes d'activistes et centres religieux pour s'attaquer à la stigmatisation des personnes LGBTQ en donnant l'exemple d'un traitement équitable à tous les habitants de l'État,,,.
Une étude menée par des chercheurs de Harvard démontre que tenter de changer l'identité de genre des jeunes trans augmenterait de près de trois fois leur risque suicidaire. Lorsque l'enfant est âgé de moins de 10 ans, il augmente de quatre fois. Le préjudice causé par les thérapies de conversion liées au genre est net sur la santé mentale à l'âge adulte, notamment par une détresse psychologique grave, des idées suicidaires et des tentatives de suicide à vie, (voir plus haut les conclusions similaires pour la France).
À partir de 2023, certaines municipalités ayant mis en place des interdictions ont décidé de revenir sur leur décision à la suite de pressions du groupe Liberty Counsel (en).

#### France
Ces pratiques n'ont pas été juridiquement clairement interdites ou condamnées en France avant 2022, et leur implantation reste difficile à évaluer. Décrites comme des dérives sectaires, elles incluent électrochocs, jeûnes sévères, injections d'hormones ou pratiques d'exorcisme suivant les cas. Un directeur de la Miviludes, Serge Blisko, a vainement tenté de faire réagir le gouvernement.
En octobre 2019, les journalistes Jean-Loup Adénor et Timothée de Rauglaudre révèlent dans le livre Dieu est amour : infiltrés parmi ceux qui veulent « guérir » les homosexuels (Flammarion), au terme de deux ans d'enquête et d'infiltrations, l'existence et la progression des « thérapies de guérison » sur le territoire français. Importées des États-Unis depuis les années 1990, elles prospèrent à travers certaines associations comme « Torrents de vie » (protestante évangélique), qui propose une « restauration de l'identité » hétérosexuelle, ou « Courage » (catholique), qui s'inspire des Alcooliques anonymes et incite ses participants à vivre dans l'abstinence sexuelle.
Une pétition a été lancée par l'internaute Aurélien H. en décembre 2016, qui dénote l'urgence de la situation, en exigeant l'interdiction des thérapies de conversion en France. Il parvient à alerter du problème, en 2018, une députée de La République en marche, Laurence Vanceunebrock-Mialon, qui s'engage à légiférer à ce sujet. Sa pétition franchit les 90 000 signatures en juillet 2019.
Laurence Vanceunebrock et Bastien Lachaud, député de La France insoumise, rendent publics le 11 décembre 2019 leurs travaux dans le cadre d'une mission parlementaire de plusieurs mois sur les pratiques prétendant modifier l'orientation sexuelle ou l'identité de genre d'une personne. Une mission d'information a notamment permis à une soixantaine de victimes et d'associations LGBT d'être auditionnées entre octobre et novembre 2019 (Adénor et Rauglaudre ayant également été entendus). Les rapporteurs ont notamment établi que ces pratiques ne permettent pas de modifier l'orientation sexuelle des participants, mais contribuent en revanche à accentuer leurs souffrances : dépression, troubles de la personnalité voire développement d'idées suicidaires. Une centaine de faits concernant ces pratiques ont été recensés.
Laurence Vanceunebrock dépose en juin 2020 la proposition de loi prévue par cette mission, définissant une nouvelle infraction : « les pratiques, les comportements ou les propos répétés visant à modifier ou à réprimer l'orientation sexuelle ou l'identité de genre vraie ou supposée d'une personne et ayant pour effet une altération de sa santé physique ou mentale ». Le projet de loi prévoit également, entre autres, d'introduire une circonstance aggravante sur des infractions existantes, de renforcer l'enseignement des identités de genre et leur respect dans les établissements scolaires, et de faire produire au gouvernement un état des lieux précis de ces pratiques sur le territoire français. Le 5 octobre 2021, la loi est examinée à l'Assemblée nationale, et est adoptée à l'unanimité. Le 7 décembre 2021, le Sénat approuve le projet de loi, avec quelques modifications.
Le 25 janvier 2022, la loi d'interdiction des thérapies de conversion est adoptée, modifiant le Code pénal : « Les pratiques, les comportements ou les propos répétés visant à modifier ou à réprimer l'orientation sexuelle ou l'identité de genre, vraie ou supposée, d'une personne et ayant pour effet une altération de sa santé physique ou mentale sont punis de deux ans d'emprisonnement et de 30 000 € d'amende. »,
Circonstances aggravantes : si les faits sont commis sur une personne vulnérable (mineure en particulier), en présence d'un mineur, par un ascendant ou toute personne ayant sur la victime une autorité de droit ou de fait, une pluralité d'auteurs ou par l'utilisation d'un service de communication au public en ligne, par le biais d'un support numérique ou électronique, alors les peines sont aggravées (trois ans d'emprisonnement et 45 000 €). Mais les simples remarques appelant à la prudence et à la réflexion sur les projets de soins transaffirmatifs, notamment eu égard au jeune âge de la personne dite en questionnement de genre, sont expressément exclues du champ des pratiques répréhensibles.
Fin août 2023, un reportage de BFM TV, en caméra cachée, au sein de l'association évangélique « Torrents de vie », révèle l'organisation illégale d'une session de thérapie de conversion, un an et demi après l'adoption de la loi.
En février 2024, une proposition de loi présentée par plusieurs sénateurs du parti Les Républicains au sujet des personnes mineures dites en questionnement de genre est accusée, notamment par l'un de ses articles (qui entend orienter ces personnes vers une stratégie pédopsychiatrique), d'être un retour de pratiques de conversion légales par plusieurs associations LGBT+.

#### Inde
Le 28 avril 2021, le juge N Anand Venkatesh de la Haute Cour de Madras (en) rend des ordonnances provisoires en réponse à une requête déposée par deux jeunes femmes homosexuelles. Dans une démarche sans précédent, il décide de suivre une psychoéducation avant de rendre un jugement sur les relations homosexuelles,,. Il déclare que le conseil psycho-éducatif sur les questions homosexuelles l'a aidé à se débarrasser de son ignorance personnelle et de ses préjugés. Il indique dans son jugement que la responsabilité du changement, le fardeau de désapprendre la stigmatisation et d'apprendre à connaître l'expérience vécue des personnes LGBTQ incombent à la société et non aux personnes queer. La Cour reconnaît l'absence de loi spécifique protégeant les intérêts des personnes queer et qu'il incombe aux cours constitutionnelles de combler ce vide en donnant les directives nécessaires pour garantir la protection des couples de même sexe contre le harcèlement lié à la stigmatisation et aux préjugés.
Le 7 juin 2021, en rendant son verdict dans cette affaire, le juge interdit les thérapies de conversion. Il suggère des mesures globales pour sensibiliser la société et les différentes branches de l'État, y compris la police et le pouvoir judiciaire, afin d'éliminer les préjugés contre la communauté LGBTQ et que des changements soient apportés aux programmes des écoles et des universités pour éduquer les étudiants à comprendre la communauté LGBTQ,,.
Conformément à la décision de justice, en 2022, la Commission médicale nationale interdit les pratique de thérapie de conversion.

#### Israël
En 2020, un projet de loi interdisant les thérapies de conversion est adopté en première lecture par l'assemblée, le projet devant passer encore 2 fois devant l'assemblée avant son adoption. Le projet ne progresse pas, et est finalement abandonné en 2023 après que de nombreux députés de la coalition au pouvoir aient voté contre.
En février 2022, Nitzan Horowitz, ministre de la santé, annonce l'interdiction des pratiques de thérapies de conversion par les professionnels de santé.

#### Royaume-Uni

##### Angleterre et Pays de Galles
L'Église d'Angleterre fut l'un des premiers groupes religieux britannique a demander formellement une interdiction des thérapies de conversion en juillet 2017. Jayne Ozanne (en), membre du synode ayant proposé la motion, avance un chiffre de 40 % de répondants ayant subi une forme de thérapie de conversion parmi 553 personnes interrogées sur le web.
Après la publication le 3 juillet 2018 d'une étude sur les conditions de vie des personnes LGBT au Royaume-Uni, Theresa May promet d'éradiquer la pratique dans le cadre d'un grand plan d'égalité LGBT+ financé à hauteur de 45 000 000 livres sterling.
À l'occasion de l'ouverture de la session parlementaire, le discours prononcé par la reine d'Angleterre le mardi 11 mai 2021, annonce leur interdiction prochaine en Angleterre et au Pays de Galles, après consultation afin de prendre en considération la liberté religieuse et la protection des professionnels de santé y compris des thérapeutes.
Le 1er avril 2022, le gouvernement de Boris Johnson annonce abandonner ses plans d'interdiction pour explorer d'autres voies législatives avant d'annoncer quelques heures plus tard que le plan est maintenu mais uniquement sur les questions d'orientation sexuelle.
D'après Paul Brand, un journaliste d'ITV, la loi est en cours d'examen depuis juillet 2023 par le bureau du premier ministre, Rishi Sunak. À la suite de l'annonce de l'état de la loi, les associations LGBTQ+ renouvellent leur demande pour une adoption rapide sans contournement tandis que l'organisation caritative britannique Christian Institute (en) met en garde le premier ministre contre l'impact de la loi sur les croyants.
En novembre 2023, Kemi Badenoch, ministre des femmes et des égalités, annonce vouloir faire avancer l'adoption de la loi, et indique que les thérapies d'affirmation de genre pour mineurs transgenres pourraient être considérées comme une nouvelle forme de thérapie de conversion.
En janvier 2024, Keir Starmer, alors chef du Parti travailliste, promet de mettre en place une interdiction des thérapies de conversion en cas de victoire aux prochaines éléctions. À la suite de sa nomination comme premier ministre en juin 2024, 50 associations LGBTQ+ publient une lettre ouverte l'incitant à tenir sa promesse.

##### Écosse
Le gouvernement publie une proposition de loi visant à interdire les thérapies de conversion le 9 janvier 2024, et une consultation est ouverte sur le sujet jusqu'au 2 avril 2024.

#### Suisse
Le groupe français Torrents de vie est présent depuis 1997 dans le pays, et organise les mêmes types de séminaires qu'en France.
En Suisse, les autorités considèrent les thérapies de conversion illégales, mais aucune loi spécifique ne les interdit,. Ces thérapies sont reconnues depuis 2016 par le parlement suisse comme contraire au droit de l'enfant et sont illégales pour les mineurs.
En 2022, l'Assemblée fédérale commence à débattre l'interdiction des thérapies de conversion, à la suite d'une proposition des Vert'libéraux et du PS. L'UDC estime qu'il n'y a pas de « problème avéré ».
Pour le Réseau évangélique suisse, il n'y a pas besoin de légiférer plus, car les participants sont volontaires. Les associations LGBT locales craignent alors que la Suisse serve de refuge pour les organismes proposant des thérapies de conversion
,.
Plusieurs cantons et villes adoptent des lois. Le canton de Neuchâtel est le premier à légiférer sur l'interdiction en mai 2023. Le 17 mai 2024, le parlement du canton du Valais vote une loi interdisant ces pratiques, avec le soutien de la majorité des groupes politiques, hors Union démocratique du centre.

### ONU
L'Organisation des Nations Unies se prononce en 2015 contre ces thérapies de conversion, et contre d'autres traitements indignes auxquels sont soumises les personnes LGBT.
Le dixième principe des principes de Yogiakarta sur l'application du droit international relatif aux droits de l'homme en matière d'orientation sexuelle et d'identité de genre pour la protection et pour l'interdiction absolue de la discrimination contre les personnes LGBT et intersexuées selon la Déclaration universelle des droits de l'homme stipule que les États se doivent d'interdire toute thérapie de réparation ou de conversion non librement consentie par les personnes concernées.

### Union européenne
Le rapport annuel sur les droits fondamentaux dans l'Union européenne adopté en 2018 « se félicite des initiatives interdisant les thérapies de conversion pour les personnes LGBTI ». Un rapport du Conseil de l'Europe de 2023 incite les états membres à interdire les pratiques pointant qu'au minimum « 2% des personnes LGBTI ont subi de telles pratiques et 5 % se sont vu proposer une conversion » dans l'Union européenne.
En septembre 2024, la présidente de la commission Ursula von der Leyen nomme Hadja Lahbib commissaire européenne en charge de l’égalité et lui indique dans son mandat de se pencher sur « l’interdiction de la pratique des thérapies de conversion ».

#### Initiative citoyenne européenne de 2024
Après le vote pour l'interdiction des pratiques de thérapies de conversion en France en 2022, Mattéo Garguilo décide de fonder avec des proches l'association ACT (Against Conversion Therapy) durant l'été 2023.
Le 24 janvier 2024, le fondateur de l’association française Act LGBT dépose une « initiative citoyenne européenne contre les thérapies de conversion »,,, cette initiative citoyenne européenne visant à inviter la Commission européenne « à proposer une interdiction légale contraignante des pratiques de conversion ciblant les citoyens LGBTQ+ dans l’Union européenne ». L'initiative doit, en un an (17 mai 2024-17 mai 2025), recueillir 1 million de signatures et atteindre un  seuil minimum de soutien dans au moins sept pays de l'UE pour parvenir à son objectif.
Le 17 mai 2024, l'association met en ligne cette initiative citoyenne européenne visant à « à interdire les « thérapies de conversion » »,. 
L'initiative citoyenne européenne atteint son objectif d'un million de signatures recueillies le 16 mai 2025, un jour avant sa clôture et avant la Journée mondiale contre l'homophobie, la transphobie et la biphobie, en obtenant plus de 1 200 000 de signatures et 10 pays qui ont atteint leur seuil de signatures,. La France atteint son objectif en octobre, la Finlande en février, l'Irlande en avril. La dernière semaine avant la clôture, l'initiative passe de 250 000 signatures à 1,2 million de signatures grâce à un élan de mobilisation. L'Espagne, la Belgique, les Pays-Bas, la Slovénie, la Suède, l'Allemagne puis l'Italie parviennent à leur objectif quelques jours avant la clôture grâce à une mobilisation intense des militants LGBT (comme « Act LGBT » ou « Le Coin des LGBT » qui appellent leurs abonnés français à démarcher et à convaincre dans tous les pays de l'UE). De nombreux artistes (Angèle, Hoshi, Pierre de Maere), et personnalités politiques,, poussent la population à se mobiliser. La France est de loin le pays le plus mobilisé avec plus de la moitié des signatures,,
Le million de signatures recueillies par l'initiative dans les délais légaux implique une obligation pour la Communauté Européenne de statuer sur une éventuelle interdiction des thérapies de conversion,,, mais rien ne l'oblige à promulguer une nouvelle loi si elle ne le juge pas nécéssaire. Hadja Lahbib, commissaire européenne en charge de l'égalité, et président Emmanuel Macron ont salué le résultat de l'initiative,.

### Liste de pays ou territoires interdisant les thérapies de conversion
Les États et territoires dans la liste suivante interdisent ce type de thérapie, mais certaines de ces lois/décrets ne s'appliquent qu'aux professionnels de santé. D'autres, en revanche, s'étendent également aux groupes religieux. De plus, un grand nombre de villes et comtés américains et canadiens ont promulgué des ordonnances interdisant les thérapies de conversion (entre autres, New York, Miami, Philadelphie, Vancouver, Cincinnati, Pittsburgh, Rochester, le comté d'Érié, etc.).
| État/Territoire        | Date d'interdiction |
| ---------------------- | ------------------- |
| Brésil                 | 1er janvier 1999    |
| Samoa                  | 2 février 2007      |
| Argentine              | 3 décembre 2010     |
| Fidji                  | 31 décembre 2010    |
| New Jersey             | 19 août 2013        |
| Californie             | 29 août 2013        |
| Équateur               | 10 août 2014        |
| Chine                  | 19 décembre 2014    |
| Washington D.C.        | 11 mars 2015        |
| Oregon                 | 18 mai 2015         |
| Manitoba               | 22 mai 2015         |
| Ontario                | 4 juin 2015         |
| Illinois               | 1er janvier 2016    |
| Murcie                 | 1er juin 2016       |
| Vermont                | 1er juillet 2016,   |
| Malte                  | 5 décembre 2016     |
| Communauté de Madrid   | 1er janvier 2017    |
| Victoria               | 1er février 2017,   |
| Nouveau-Mexique        | 7 avril 2017        |
| Communauté valencienne | 12 avril 2017       |
| Connecticut            | 10 mai 2017,        |
| Rhode Island           | 19 juillet 2017     |
| Uruguay                | 24 août 2017        |
| Nevada                 | 1er janvier 2018    |
| Andalousie             | 4 février 2018      |
| Taïwan                 | 22 février 2018     |
| Washington             | 7 juin 2018         |
| Hawaï                  | 1er juillet 2018    |
| Delaware               | 23 juillet 2018     |
| Maryland               | 1er octobre 2018    |
| Nouvelle-Écosse        | 11 octobre 2018,    |
| New Hampshire          | 1er janvier 2019    |
| New York               | 25 janvier 2019,    |
| Porto Rico             | 27 mars 2019        |
| Massachusetts          | 8 avril 2019        |
| Maine                  | 29 mai 2019         |
| Colorado               | 31 mai 2019         |
| Virginie               | 1er juillet 2020    |
| Allemagne              | 8 mai 2020,         |
| Albanie                | 16 mai 2020         |
| Inde                   | 7 juin 2021         |
| Canada                 | 7 janvier 2022      |
| France                 | 1er février 2022,   |
| Espagne                | 16 février 2023     |
| Neuchâtel              | 2 mai 2023          |
| Islande                | 9 juin 2023,        |
| Portugal               | 21 janvier 2024     |
| Mexique                | 8 juin 2024         |
| Kentucky               | 19 septembre 2024   |

## Déontologie
La déontologie des psychologues veut que toute personne ait le droit à une aide psychologique sans discrimination liée à son identité raciale, religieuse ou sexuelle. Le thérapeute informe son patient du fait que l'homosexualité n'est pas une maladie, mais ce dernier dispose d'un droit à l'autodétermination. Le psychologue est donc parfois confronté à des individus qui, par exemple pour des raisons religieuses ou spirituelles souhaitent fortement un « traitement » de leur homosexualité ou de leur identité transgenre (le traitement qu'ils attentent peut être une thérapie de conversion).
Pour de telles circonstances, les organisations de santé mentale ont adopté des politiques de conseil en matière de thérapie de conversion. Ces politiques affirment le droit des clients LGBT à un traitement impartial en psychothérapie et elles rejettent les traitements fondés sur le principe que l'homosexualité est un trouble mental traitable. « Cependant, ils n'interdisent pas totalement la pratique de la thérapie de conversion par souci de l'individu dont les préoccupations personnelles, spirituelles ou religieuses, peuvent primer son orientation sexuelle ».
Haldeman rappelle que toute personne ou organisation prônant la coercition des jeunes LGBT ou en questionnement à la thérapie de conversion, est non seulement en situation de probable violation éthique, mais est également susceptible de commettre des abus ou violences sur enfants.

## Groupes partisans de la thérapie de conversion
Les plus fervents partisans de la thérapie de conversion sont principalement des groupes de fondamentalistes chrétiens et d'autres organisations religieuses d'extrême droite. Lors d'un vote du 1er mars 2018 au Parlement européen, 29 députés européens français, majoritairement du Front national, n'ont pas voté en faveur de l'interdiction de ces méthodes (plusieurs eurodéputés Les Républicains, dont Nadine Morano et Rachida Dati, se sont abstenus).

## Dans les œuvres de fiction
- Dans la première saison de la série Queer as Folk, un groupe prônant la thérapie de conversion est présenté dans les épisodes 11 à 13[205],[206],[207]. Ces épisodes donnent un exemple de situation pouvant conduire une personne homosexuelle à rejoindre un tel groupe, un aperçu des méthodes, et leurs résultats.
- Les films Come as You Are (2017) avec Chloé Moretz et Boy Erased (2019) avec Lucas Hedges centrent leur intrigue sur cette pratique.
- Dans le film d'horreur They/Them (2022) de John Logan, des adolescents sont envoyés dans un camp de conversion[208].
- Dans le film Polarized (en) de 2023, le personnage de Lisa subit un exorcisme quand sa famille soupçonne son homosexualité.
- Dans l'épisode La Photo de South Park, Butters est envoyé dans un camp de rééducation pour homosexuels[209].
- Dans Riverdale, de l'épisode 16 de la saison 2 jusqu'à l'épisode 17 de la saison 2, Cheryl Blossom (en) est envoyée dans le couvent des sœurs de la sainte miséricorde par sa mère afin d'intégrer le programme de conversion et ainsi "soigner" son homosexualité[210].
- Dans A Place to Call Home, le personnage de James décide de suivre un traitement pour changer son homosexualité[211].
- Dans l'épisode 20 de la saison 6 de Dr House, House doit traiter un patient qui a subi une thérapie de conversion ayant entraîné des séquelles neurologiques[212],[213].
- Dans la version japonaise du jeu Fire Emblem Fates, le personnage principal peut donner une potion à un PNJ lesbien nommé Soleil afin de la faire changer d'orientation sexuelle[214]. La scène est retirée des versions nord-américaine et européenne du jeu[215].
- Dans le jeu vidéo Dragon Age: Inquisition, le personnage de Dorian Pavus subit une thérapie de conversion durant son enfance[216].
- L'auteur irlandais John Broderick (en) a abordé le thème dans deux de ses romans. Dans The Waking of Willie Ryan, le personnage principal s'évade d'un asile ou il a été confiné à cause de sa sexualité[217]. Dans The Pilgrimage, l'histoire tourne autour d'un homme gay qui veut changer son orientation sexuelle en allant en pèlerinage[217].
- Dans le film Rafiki, le personnage de Kena doit subir un exorcisme quand son orientation sexuelle est découverte[218].
- Dans la série Coronation Street, le personnage de Theo Silverton raconte avoir suivi une thérapie de conversion dans sa jeunesse[219].
- Dans le film Gotteskinder (de), le personnage de Timotheus est envoyé par sa famille évangélique dans un « camp de soins spirituels » pour guérir son homosexualité[220].
- Dans le film Harvey Milk, le personnage principal reçoit un coup de téléphone d'un jeune homme du Minnesota qui déclare vouloir mettre fin à ses jours parce que sa famille veut l'envoyer en hôpital psychiatrique pour le guérir de son homosexualité[221],[222].